# 万珍楼
万珍楼（英語：Manchinro）是一家在日本横滨市经营的中华料理店，主营粤菜，在横滨中华街现有四家店铺。

## 历史
1892年在在日本横滨市开业，1946年成立有限公司，1966年改为株式会社，2002年5月总店曾失火，2003年4月重新开业。

## 店铺
- 总店
- 点心铺
- 礼品店
- 冻眠馆